# Jackson Holliday
Jackson Matthew Holliday (* 4. Dezember 2003 in Austin, Texas) ist ein amerikanischer Baseball-Shortstop. Er wurde von den Baltimore Orioles in dem MLB Draft 2022 an erster Stelle ausgewählt.

## Karriere
Holliday besuchte die Stillwater High School in Stillwater, Oklahoma. Nach seinem ersten Studienjahr verpflichtete er sich, College-Baseball an der Oklahoma State University zu spielen. Im Jahr 2021 erzielte er als Junior eine Batting Average von .500 mit sechs Homeruns und 50 RBIs. Außerdem wurde er zum Defensivspieler des Jahres der Central Oklahoma Athletic Conference ernannt. Im Sommer nahm er an verschiedenen nationalen Veranstaltungen teil, unter anderem am Perfect Game All-American Classic im Petco Park. Außerdem wurde er in das U18 United States National Baseball Team berufen.
Holliday begann sein Abschlussjahr 2022 als Top-Prospekt für den bevorstehenden Draft. In einem Spiel gegen die Union High School schlug er drei Homeruns. In einem anderen Spiel schlug er zwei Homeruns im selben Inning. Er beendete die Saison mit einem Batting Average von .685, 17 Homeruns, 79 RBIs, 29 Doubles und 30 Stolen Bases in vierzig Spielen. Als Amateurspieler mit 89 Hits in einer Saison stellte er einen nationalen Rekord auf und übertraf damit den bisherigen Rekord von 88 Hits, den J. T. Realmuto 2010 aufgestellt hatte. Er wurde zum Oklahoma Gatorade Baseball Player of the Year ernannt. Neben seinem Vater und seinem Onkel, ist Holliday der dritte seiner Familie, welche diese Auszeichnung erhielt. Außerdem wurde er mit einem ABCA/Rawlings Gold Glove ausgezeichnet.
Die Baltimore Orioles wählten Holliday mit dem ersten Gesamtpick in der Major League Baseball Draft 2022 aus. Er unterschrieb einen Vertrag mit den Orioles über 8,19 Millionen Dollar, der höchsten Prämie, die ein High-School-Spieler je erhalten hat.

### Minor League
Holliday gab sein Profidebüt am 11. August 2022 bei den Florida Complex League Orioles. Später wurde er zu den Delmarva Shorebirds der Single-A Carolina League befördert. In zwanzig Spielen bei beiden Teams erzielte er einen Batting Average von .297 mit einem Homerun, neun RBIs und vier Stolen Bases.
Holliday begann die Saison 2023 bei den Shorebirds. Im Laufe des Jahres wurde er zweimal befördert, zuerst am 24. April zu den Aberdeen Ironbirds und rund zweieinhalb Monate später am 9. Juli zu den Bowie Baysox.

## Persönliches
Holliday ist der Sohn des ehemaligen Major-League-Spielers und siebenfachen All-Stars Matt Holliday. Sein Bruder Ethan spielt ebenfalls Baseball in Stillwater und hat sich verpflichtet, College-Baseball für das Baseballteam der Oklahoma State Cowboys zu spielen. Hollidays Onkel, Josh Holliday, ist der Haupt-Baseballtrainer an der Oklahoma State.
Holliday ist ein Christ. Er sagte: „Der Glaube spielt eine große Rolle im Baseball und in meinem Leben. Ich möchte den Herrn in allem, was ich tue, ehren und ich versuche, das auf dem Spielfeld, durch meine Handlungen und mein Auftreten auf und neben dem Spielfeld zu repräsentieren.“